# Alfred Berger

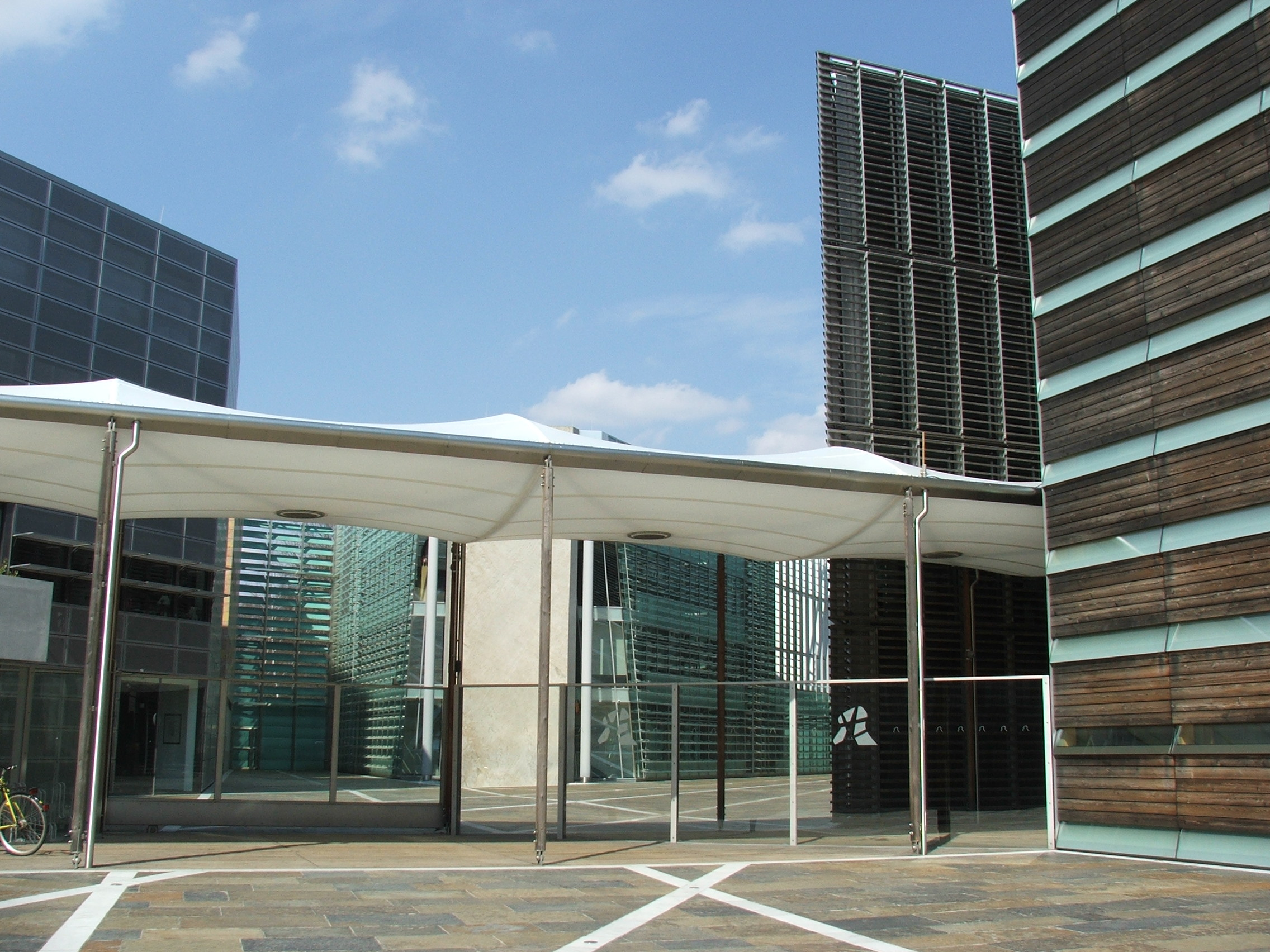
De Nordiska ambassaderna i Berlin

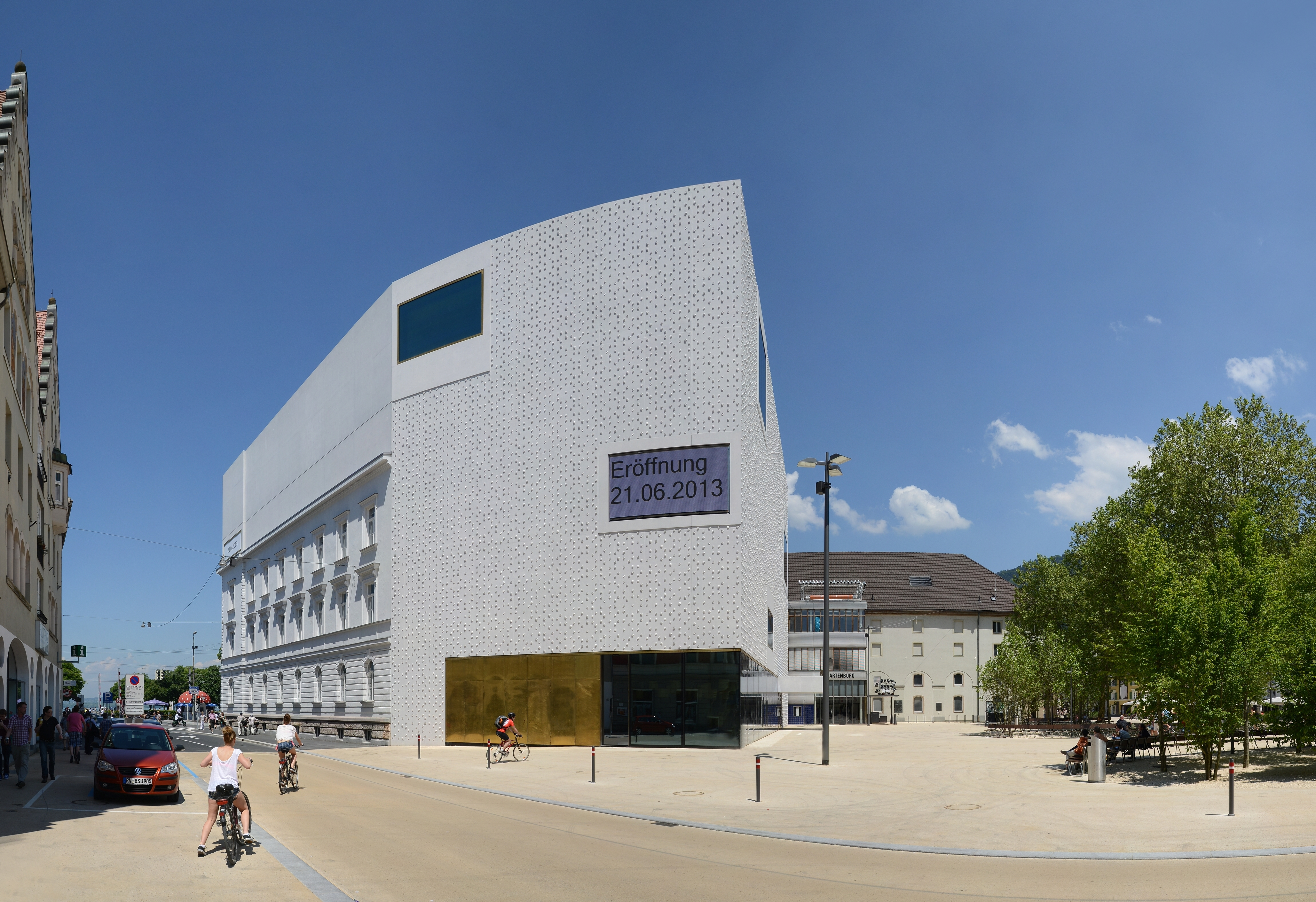
Voralberg Museum i Bregenz i Österrike

Alfred Berger, född 1961 i Salzburg, är en österrikisk arkitekt.
Alfred Berger studerade arkitektur vid Wiens tekniska universitet 1979-83 och därefter vid Akademie der bildenden Künste Wien 1983-89). Åren 1992-94 samarbetade han med Timo Penttilä och Werner Krismer innan han startade den egna firman Berger + Parkkinen tillsammans med Tiina Parkkinen 1995, med bas i Wien och Helsingfors. Detta vann i december 1995 en internationell arkitekttävling om de Nordiska ambassaderna i Berlin.